# Prijs voor de literaire kritiek
De Prijs voor de literaire kritiek was een tweejaarlijks toegekende Nederlandse literaire prijs. De prijs werd tussen 1960 en 1971 zes maal uitgereikt. De Prijs voor de literaire kritiek was een initiatief van de Maatschappij der Nederlandse Letterkunde en de CPNB. De prijs werd toegekend voor "buitengewone verdiensten op het gebied van de literaire kritiek in dag- of weekbladen".

## Laureaten

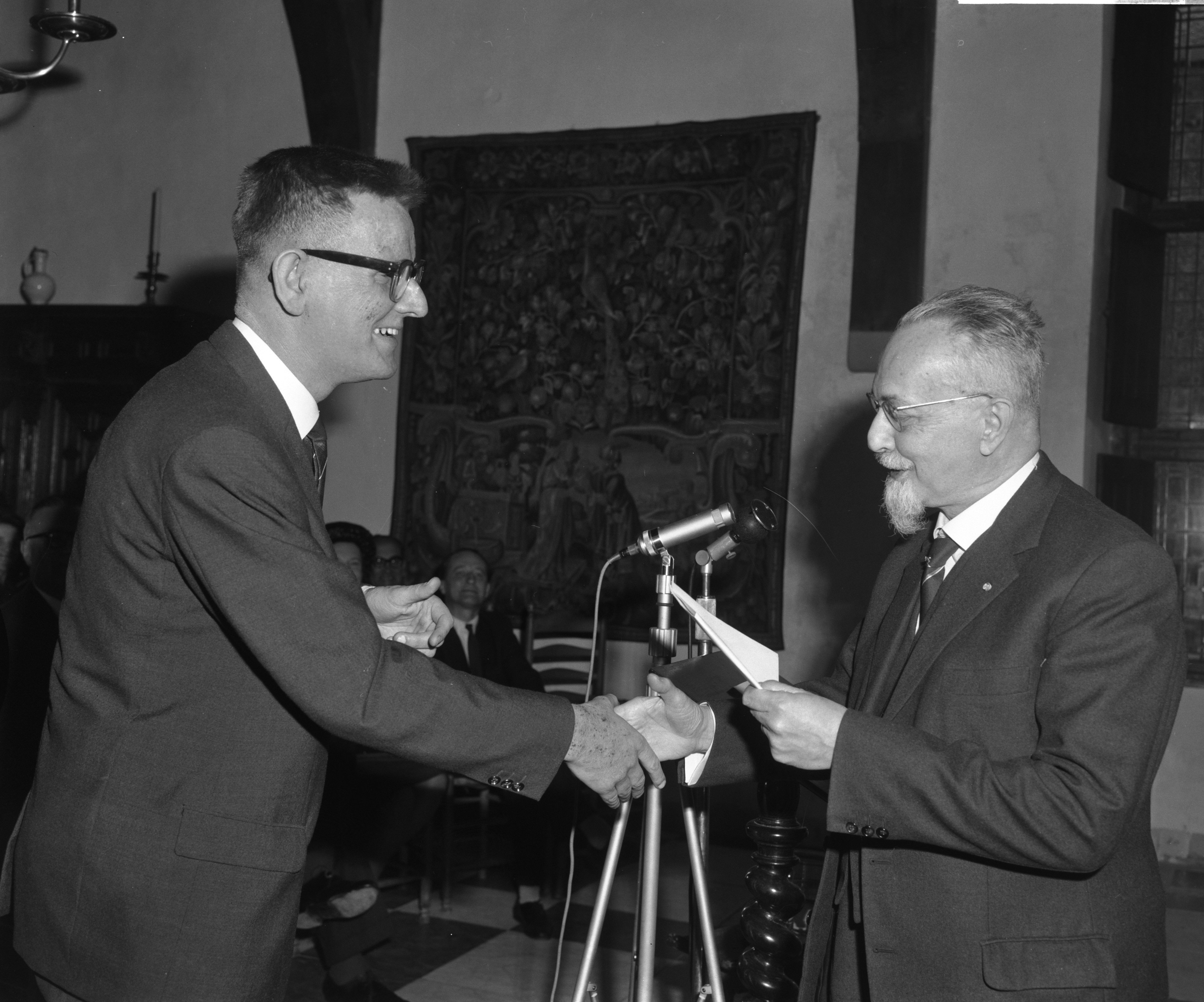
Friedrich Kossmann feiliciteert Kees Fens (1962)

- 1971 Paul de Wispelaere
- 1968 C.J.E. Dinaux
- 1966 Pierre H. Dubois
- 1964 Kees Rijnsdorp
- 1962 Kees Fens
- 1960 W.L.M.E. van Leeuwen